# Cova de Son Cresta
La cova de Son Cresta és una cova natural prehistòrica d'enterrament situada a la possessió de Son Cresta, al municipi de Llucmajor, Mallorca.
La cova fou descoberta el 1895, al migjorn de les cases. És una cova natural reformada per donar-li més cabuda. S'hi trobaren molts d'enterraments alguns en urnes o atuells. El pagès de la finca hi trobà molts materials arqueològics que va vendre a les col·leccions particulars de Son Berga, dels senyors de Canut, i Planas i del professor Vives Escudero. El 1918 fou excavada per Josep Colominas i Roca que hi descobrí sis torets de bronze més. El total dels materials descoberts que s'han inventariat són: dos braçalets, cinc anells, una torca, dues campanetes, cinc varetes, un disc, cinc colomets o aguilons, dues banyes, tres torets i, la més important, una estatueta grega (Col·lecció Quetglas de Valldemossa), tots en bronze. També s'hi trobaren 372 grans de collar de pasta vítria de colors blau, groc, verd i blanc. Aquestes peces descobertes proven que fou emprada fins al segle ii.